# Elektrookulografie
Die Elektrookulografie bzw. -graphie (EOG) ist ein Messverfahren, bei dem entweder die Bewegung der Augen oder Veränderungen des Ruhepotentials der Netzhaut gemessen werden. In beiden Fällen wird die elektrische Spannung abgeleitet, die zwischen zwei Elektroden auftritt, die links und rechts (oder oberhalb und unterhalb) des Auges auf der Haut angebracht sind. Das Ruhepotential ist ein ständig bestehender elektrischer Spannungsunterschied zwischen Vorder- und Rückseite der Netzhaut, der dazu führt, dass die Hornhaut positiv und die Rückseite des Augapfels negativ geladen sind.

## Geschichte
1922 entwickelte Schott den ersten Aufbau für eine Elektrookulografie. Zum ersten Mal konnten nichtinvasiv Elektroden geklebt werden. Die weitere Entwicklung in die klinische Diagnostik wurden in Gent (François) und in London unter Geoffrey Arden bewerkstelligt. Letzterer erkannte als wichtigsten Parameter der Messung den Hell/Dunkel - Quotienten, der ihm zu Ehren als Arden-Ratio in die Geschichte einging.

## Augenbewegungsmessung
Das hierbei angewandte Verfahren wird auch Elektronystagmographie (ENG) genannt. Bei der Messung setzt man ein konstantes Ruhepotential der Netzhaut voraus. Durch Augenbewegungen nähert sich die Vorderseite des Auges der einen Elektrode an, während die Rückseite sich der anderen Elektrode annähert. Dadurch kommt es zu einer Spannungsdifferenz zwischen den Elektroden, die gemessen wird. Diese Spannungsdifferenz ist ungefähr proportional zum Blickwinkel.
Da Augenbewegungen nicht nur willkürlich, sondern auch über das Gleichgewichtssystem gesteuert werden, wird das Verfahren nicht nur zur Diagnose eines Nystagmus, sondern auch des Gleichgewichtssystems eingesetzt. Bei der Polysomnographie dient der EOG-Kanal der Erfassung der REM-Phasen. Im Gegensatz zu anderen Blickbewegungsmessungen kann ein EOG auch bei geschlossenen Augen aufgenommen werden, z. B. um zu messen, ob ein Proband auf akustische Reize mit Augenbewegungen reagiert.

## Messung von Veränderungen des Ruhepotentials
Für diese Messung wird der Patient gebeten, regelmäßig zwischen zwei festen Punkten hin und her zu schauen. Bei konstantem Ruhepotential würde bei jedem Blickrichtungswechsel der gleiche Spannungswechsel gemessen. Ändert sich die Beleuchtungssituation, so ändert sich jedoch das Ruhepotential und somit die Größe der bei den Blickrichtungswechseln gemessenen Spannungswechsel. Bei einer typischen klinischen Untersuchung wird zunächst untersucht, wie sich das Ruhepotential nach Ausschalten der Beleuchtung verändert (Dunkeladaptation). Üblicherweise findet man dabei einen leichten Abfall des Ruhepotentials über mehrere Minuten. Anschließend wird der Patient wieder einem Licht ausgesetzt, was normalerweise zu einem vorübergehenden starken Anstieg des Ruhepotentials führt, der ebenfalls einige Minuten dauert. Veränderungen gegenüber diesem typischen Verlauf sind ein Indiz für eine Erkrankung des Pigmentepithels der Netzhaut.

## Das EOG in der klinischen Anwendung in der Augenheilkunde
Die standardisierte Anwendung als Diagnoseverfahren ist in den ISCEV - Standards definiert. Als Messwert für die klinischen Interpretation des EOGs wird üblicherweise die Arden-Ratio verwendet.
Bei folgenden Erkrankungen ist das EOG pathologisch und kann zur differentialdiagnostischen Abgrenzung führen:
- Best’sche vitelliforme Makuladystrophie (auch in asymptomatischen Genträgern)
- Stargardt Dystrophie oder M Stargardt
- makulären Musterdystrophien
- bestimmte Formen der membranoproliferative Glomerulonephritis
- Retinopathia pigmentosa und Stäbchen/Zapfendystrophien
- erworbene Stäbchen/Zapfendystrophien
- stationäre Nachtblindheit (Oguchi)
- Fundus albipunctatus
- Choroideremie
- Atrophia gyrata
- Chloroquin toxische Retinopathie